# سیمری کریچی
سیمری کریچی (به ایتالیایی: Simeri Crichi) یک کومونه در ایتالیا است که در استان کاتانزارو واقع شده‌است.

## خصوصیات
سیمری کریچی ۴۶٫۷ کیلومترمربع مساحت و ۴٬۶۹۹ نفر جمعیت دارد.